# Macroom
Macroom (en irlandès Maigh Chromtha o "planada torta") és una ciutat d'Irlanda, al comtat de Cork, a la província de Munster. Es troba als marges del riu Sullane i un kilòmetre i mig al sud es troba la reserva natural de Gearagh, força important per la seva diversitat biològica.

## Història
El territori és ple de dolmens, cercles de pedra i fiadh fulacht i durant l'època precristiana hi tenien lloc convencions bàrdiques dels druides de Munster.
Les primeres referències de la ciutat daten del segle VI quan la vila era coneguda com a Achad Dorbchon i formava part del regne de Muscraighe Mitine. Aleshores el clan dominant a Munster era la dinastia Eóganachta, mentre que la tribu dels Uí Floinn era el clan local predominant, que construí una fortificació a Achad Dorbchon per substituir Raithleann com a capital de Muskerry.
El reialme fou envaït per Murcheatach Uí Briain i Richard de Cogan en 1201 i 1207 respectivament, però finalment fou la família MacCarthy, qui ocupà el castell fins a final del segle XVII. Al segle XIV Achad Dorbchon fou acceptada com a capital de la baronia de Muskerry i esdevingué un important centre comercial i religiós.
La ciutat començà a créixer durant el segle XVI arran de l'augment dels molins. Això va fer que el 1620 els MacCarthy organitzessin fires i mercats al voltant del castell i encoratjaren la colonització per tal de fomentar l'agricultura i les tècniques industrials a l'àrea, de tal manera que a mitjan segle xvii un terç de la població de Macroom eren colons anglesos. Les famílies protestants introduïren la indústria de la mantega, el conreu intensiu i noves tècniques agràries.
Cap al 1650 va tenir lloc la batalla de Macroom com a part de la conquesta d'Irlanda per Oliver Cromwell. El bisbe Boetius McEgan defensà el castell contra les forces angleses, però fou fet presoner i penjat a Carrigadrohid.
Cap al 1750 la ciutat tenia 134 edificis i 300 famílies, en una proporció entre catòlics i protestants de sis a un. El castell passaria a ser propietat de l'almirall sir William Penn, pare de William Penn (fundador de Pennsilvània) , que hi va passar la seva infantesa. En honor seu, l'estat de Pennsilvània en va rebre el nom.
Durant la guerra angloirlandesa (1919-1921) Macroom fou la base a Cork de la Divisió Auxiliar Britànica. El 1920 hi ocorregué l'emboscada de Kilmichael en què 17 auxiliars van morir a la carretera entre Macroom i Dunmanway en un enfrontament amb l'IRA local dirigit per Tom Barry. El maig de 1922, entre la signatura del Tractat Angloirlandès i la Guerra Civil Irlandesa, quatre soldats foren segrestats i executats. El castell de Macroom fou cremat fins a cinc vegades, l'última el 18 d'agost de 1922 després de l'evacuació de les tropes auxiliars britàniques de la vila. Les forces antitractat, dirigides per Erskine Childers i Frank O'Connor s'havien retirat de Cork a Macroom i cremaren el castell abans de deixar la vila. Mícheál Ó Coileáin fou assassinat el 1922 ien una emboscada vora Béal na Bláth.
El 1924 el castell i les possessions foren lliurades a la vila per Lady Ardilaun, una descendent dels caps McCarthy i vídua de Lord Ardilaun.

## Galeria d'imatges

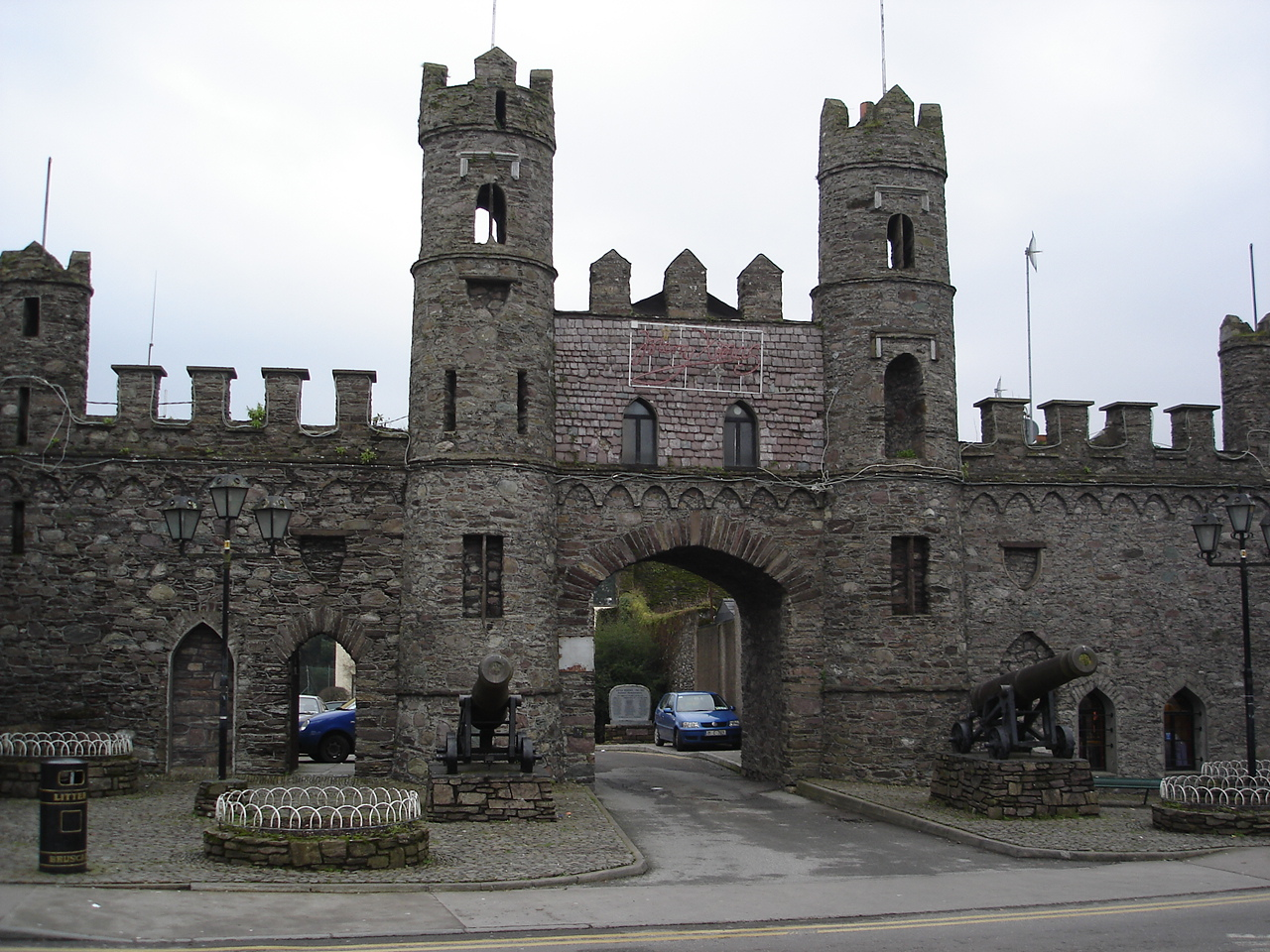
Castell de Macroom
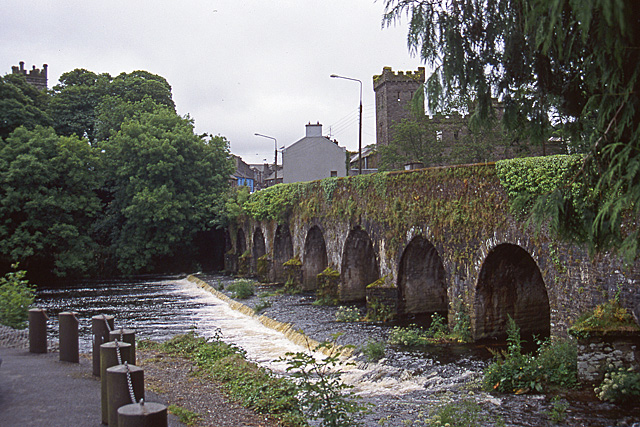
Pont sobre el Sullane
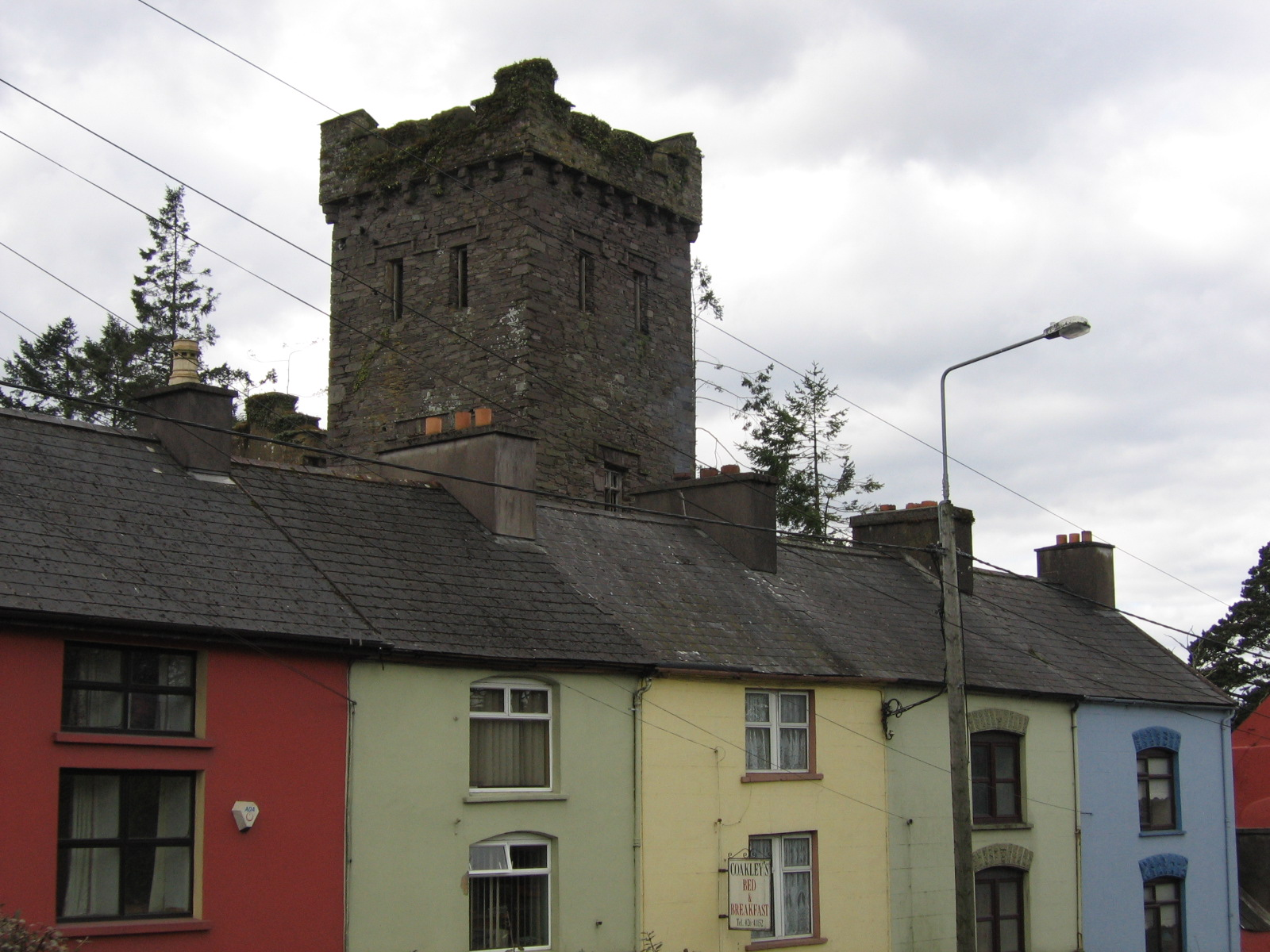
Cases de colors a Macroom
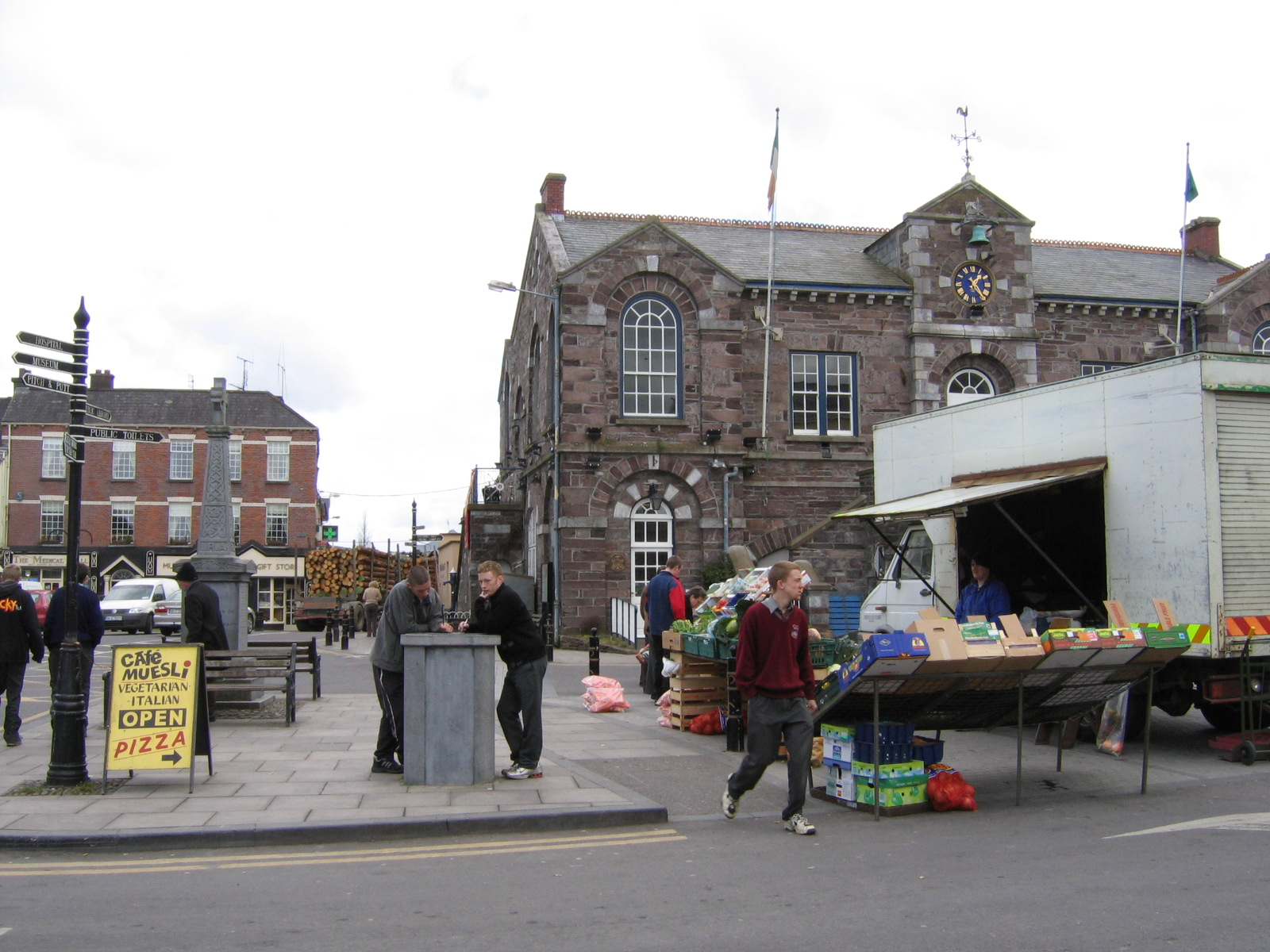
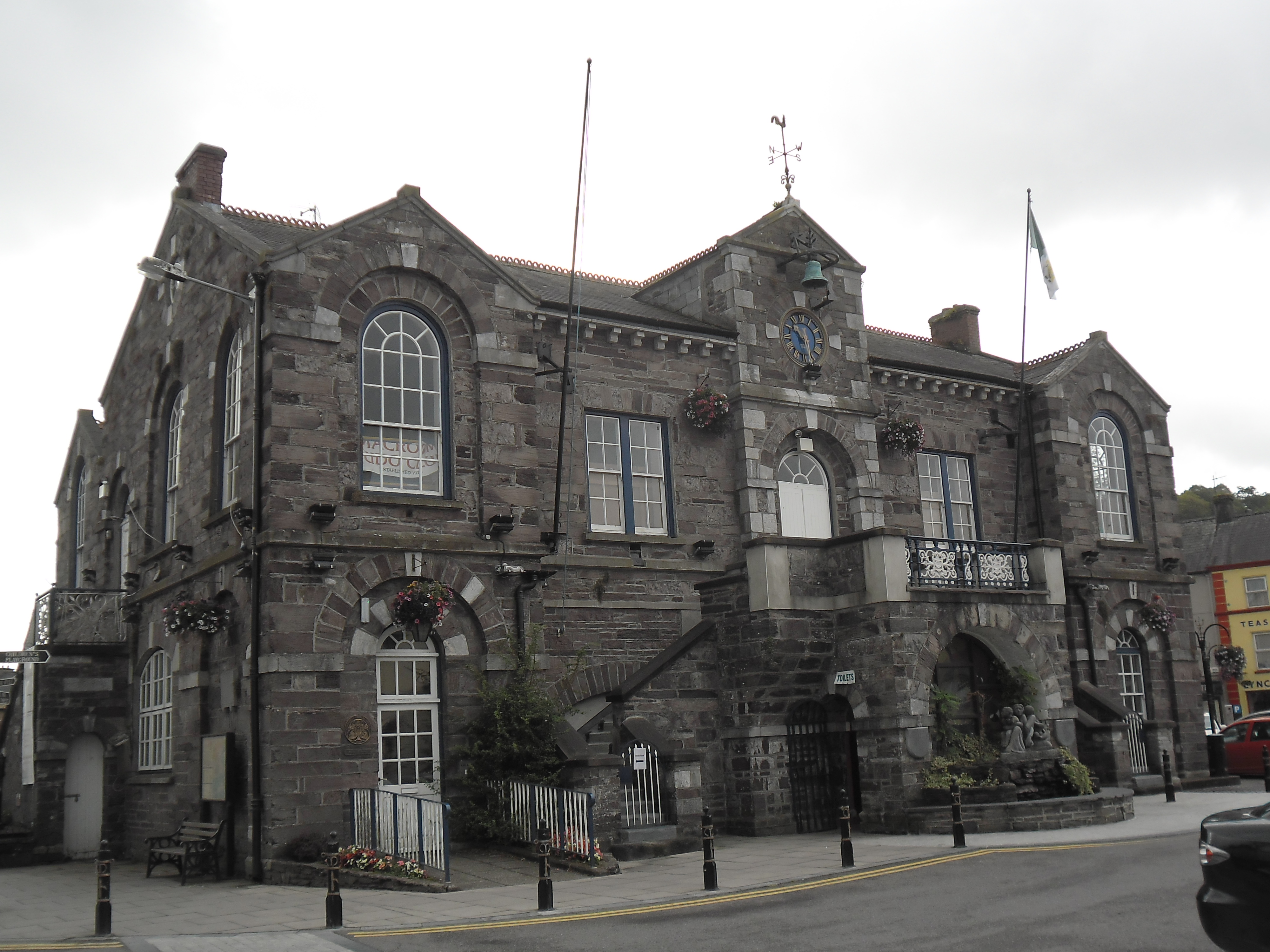
Alcaldia